# Frederiks Posthus
Frederiks Posthus eller Frederiks Distributionscenter var et postdistributionscenter i Frederiks.
Da postekspeditionen lukkede i posthuset, blev personalet virksomhedsoverdraget til en nyindrettet postbutik i den lokale Brugs. Det skyldtes flere års fald i posthusets omsætning.
Posthusbygningen er bygget i røde teglsten.
 Der er for få eller ingen kildehenvisninger i denne artikel, hvilket er et problem. Du kan hjælpe ved at angive troværdige kilder til de påstande, som fremføres i artiklen.

| Posthus | Spire Denne artikel om et posthus er en spire som bør udbygges. Du er velkommen til at hjælpe Wikipedia ved at udvide den. |

|  | Denne artikel om en bygning eller et bygningsværk kan blive bedre, hvis der indsættes et (bedre) billede. Du kan hjælpe ved at afsøge Wikimedia Commons for et passende billede eller lægge et op på Wikimedia Commons med en af de tilladte licenser og indsætte det i artiklen. |

|  | Denne artikel kan blive bedre, hvis der indsættes geografiske koordinater Denne artikel omhandler et emne, som har en geografisk lokation. Du kan hjælpe ved at indsætte koordinater i wikidata. |